# Daliyya
Daliyya (hebreiska: דליה) är en ort i Israel.   Den ligger i distriktet Norra distriktet, i den norra delen av landet. Daliyya ligger 211 meter över havet och antalet invånare är 737.
Terrängen runt Daliyya är platt åt sydväst, men åt nordost är den kuperad.Runt Daliyya är det ganska tätbefolkat, med 199 invånare per kvadratkilometer. Närmaste större samhälle är Yoqne‘am ‘Illit, 7,6 km norr om Daliyya. Trakten runt Daliyya består till största delen av jordbruksmark.